# Ömer Toprak
Ömer Toprak (* 21. července 1989 Ravensburg, Spolková republika Německo) je turecký fotbalista narozený v Německu, který hraje na postu obránce, stopera, v nejvyšší německé lize Bundeslize za klub Borussia Dortmund, od roku 2019 pak hostuje ve Werderu Brémy. Jeho předchozím působištěm byl klub Bayer 04 Leverkusen. Toprak hrál za německou reprezentaci do devatenácti let, poté se však rozhodl reprezentovat na mezinárodním poli Turecko.

## Klubová kariéra
Toprak začal s fotbalem v rodném Ravensburgu, nejprve v týmu TSB Ravensburg, poté hrál v FV Ravensburg. V létě 2005 odešel do Freiburgu.
Od sezóny 2005/2006 hrál Toprak ve freiburském dorostu a za rezervní tým.
V sezóně 2008/2009 byl již Toprak součástí freiburského A-týmu, který postoupil z druhé Bundesligy. Odehrál třicet ligových utkání a připsal si čtyři góly a jednu asistenci, kterou zaznamenal hned ve svém druhém ligovém zápase s SV Wehen Wiesbaden, to skončilo debaklem Wiesbadenu 0:5. Asistoval Mohamadouovi Idrissouovi u druhého gólu vsítěného v 53. minutě. Ve třináctém kole sezóny dal svůj první gól za seniorský tým do sítě FSV Frankfurtu na 1:0 pro Freiburg, jenž i díky Toprakově trefě zvítězil venku 2:1. V této sezóně nastoupil i do zápasu druhého kola německého poháru DFB a byl přímým svědkem vyřazení prvoligového Hoffenheimu.
V sezóně následující byl tedy Freiburg v 1. Bundeslize. Toprak odehrál 14 ligových utkání. Freiburgu se podařilo mezi německou elitou udržet.

Ve své třetí a poslední sezóně ve Freiburgu, v sezóně 2010/2011, Toprak zasáhl do 24 ligových a jednoho pohárového utkání. Ke konci sezóny si jej vyhlídl německý Leverkusen.
V letním přestupovém období roku 2011 přestoupil za 3 miliony eur do Bayeru Leverkusen, kam z Freiburgu odešel společně se svým trenérem Robinem Duttem. Jeho kontrakt platil do léta 2016.
Později působil v klubu Borussia Dortmund, odkud v roce 2019 zamířil na jednoroční hostování do Werderu Brémy. Severoněmecký celek měl za jistých podmínek fotbalistu odkoupit za částku mezi 5 až 6 miliony eur.

## Reprezentační kariéra
V roce 2008 se Toprak stal členem německé reprezentace do 19 let, která odjela na mistrovství Evropy do 19 let. Na turnaji zasáhl do tří zápasů, ačkoli ani jednou neodehrál celý zápas. V zápase se Španělskem vstřelil druhý gól Německa a i když Španělé ještě brankou Jordiho Alby snížili, Němci vítězství udrželi. Objevil se i v zápase s Maďarskem, když vstoupil na hřiště na druhý poločas. Zahrál si i ve finálovém utkání s Itálií, které Německo vyhrálo 3-1. Toprak střídal v 66. minutě autora první branky Larse Bendera, který se později stal spoluhráčem Topraka v Leverkusenu.
Trenér turecké reprezentace Guus Hiddink jej nominoval na kvalifikační zápasy o EURO 2012 s Německem a Ázerbájdžánem. Debutu za Turecko se dočkal až 15. listopadu 2011 v barážovém utkání s Chorvatskem, odehrál celý zápas.

## Osobní život
Jeho bratr Harun Toprak hraje rovněž fotbal.